# Маниківці
Мани́ківці  — село в Україні, у Деражнянській міській громаді Хмельницького району Хмельницької області. Населення приблизно становить 1000 осіб в 2024 році.

## Історія
На території села знайдено знаряддя праці трипільської культури.
Село вважається заснованим у 1512 році.
За часів Речі Посполитої належало польським магнатам Синявським та Чарторийським. У 1739 р. село було в оренді за 500 золотих у Давида Гершковича. Пізніше перейшло у власність Косельських, за яких у селі було побудовано палац, закладено великий парк. Також коштом п. Косельського у 1851 році у Маниківцях було споруджено капличку парафії у Михайлівці (Михайлопілі). Каплицю було закрито російською владою та 1868 року знищено. У 1905 було споруджено нову каплицю.
Станом на 1885 рік у селі летичівського повіту, михалпільської волості проживало 773 мешканця, переважно римо-католицького віросповідання.
(20) листопада 1917 року, відповідно до Третього Універсалу Української Центральної Ради, увійшло до складу Української Народної Республіки.
За часів радянської влади у селі знаходився рослинницько-тваринницький колгосп «Дружба народів», працювали заводи спиртовий, брикетний.
У 1959—1991 роках у Маниківцях працював майбутній єпископ Кам'янець-Подільської дієцезії Ян Ольшанський. Саме за його ініціативи у 1990 році у селі було розпочато будівництво великого Костелу Пресвятого Серця Господа Ісуса. Будівництво було закінчено у 2000 році. у 1991—1993 роках у Маниківцях працював майбутній єпископ Ян Собіло.
12 червня 2020 року, відповідно до розпорядження Кабінету Міністрів України № 727-р «Про визначення адміністративних центрів та затвердження територій територіальних громад Хмельницької області», увійшло до складу Деражнянської міської громади.
19 липня 2020 року, в результаті адміністративно-територіальної реформи та ліквідації Деражнянського району, село увійшло до складу Хмельницького району.

## Символіка
Затверджена 19 квітня 2018 р. рішенням № 5 сесії сільської ради. Автор — І. Д. Янушкевич.

### Герб
У лазуровому полі срібне вістря, на якому перевите чорним терновим вінком червоне серце, що кровоточить п'ятьма червоними краплинами, увінчане золотим хрестом у полум'ї; у правому лазуровому полі золоте сяюче шістнадцятипроменеве сонце, у лівому — золотий мисливський ріжок. Щит вписаний в золотий декоративний картуш і увінчаний золотою сільською короною. Унизу картуша на срібній стрічці напис «МАНИКІВЦІ». Картуш обрамлений зеленими гілками із білим цвітом.
Червоне серце у терновому вінку символізує місцеву пам'ятку архітектури — храм Серця Ісуса Христа. Полум'я — символ вічності. Хрест означає пам'ять про минулі покоління різних віросповідань, які заснували поселення. Мисливський ріжок — символ назви села. Лазурові поля символізують місцеву річку Вовчок.

### Прапор
На квадратному полотнищі з нижніх кутів до середини верхнього краю виходить білий трикутник, на якому червоне серце, яке кровоточить п'ятьма червоними краплинами, перевите чорним терновим вінком і увінчане жовтим хрестом у полум'ї; обабіч на синіх полях — жовте шістнадцятипроменеве сонце від древка та жовтий мисливський ріжок із вільного краю.

## Населення

### Мова
Розподіл населення за рідною мовою за даними перепису 2001 року:
| Мова            | Кількість | Відсоток |
| --------------- | --------- | -------- |
| українська      | 1200      | 99.17%   |
| російська       | 9         | 0.75%    |
| інші/не вказали | 1         | 0.08%    |
| Усього          | 1210      | 100%     |

## Галерея

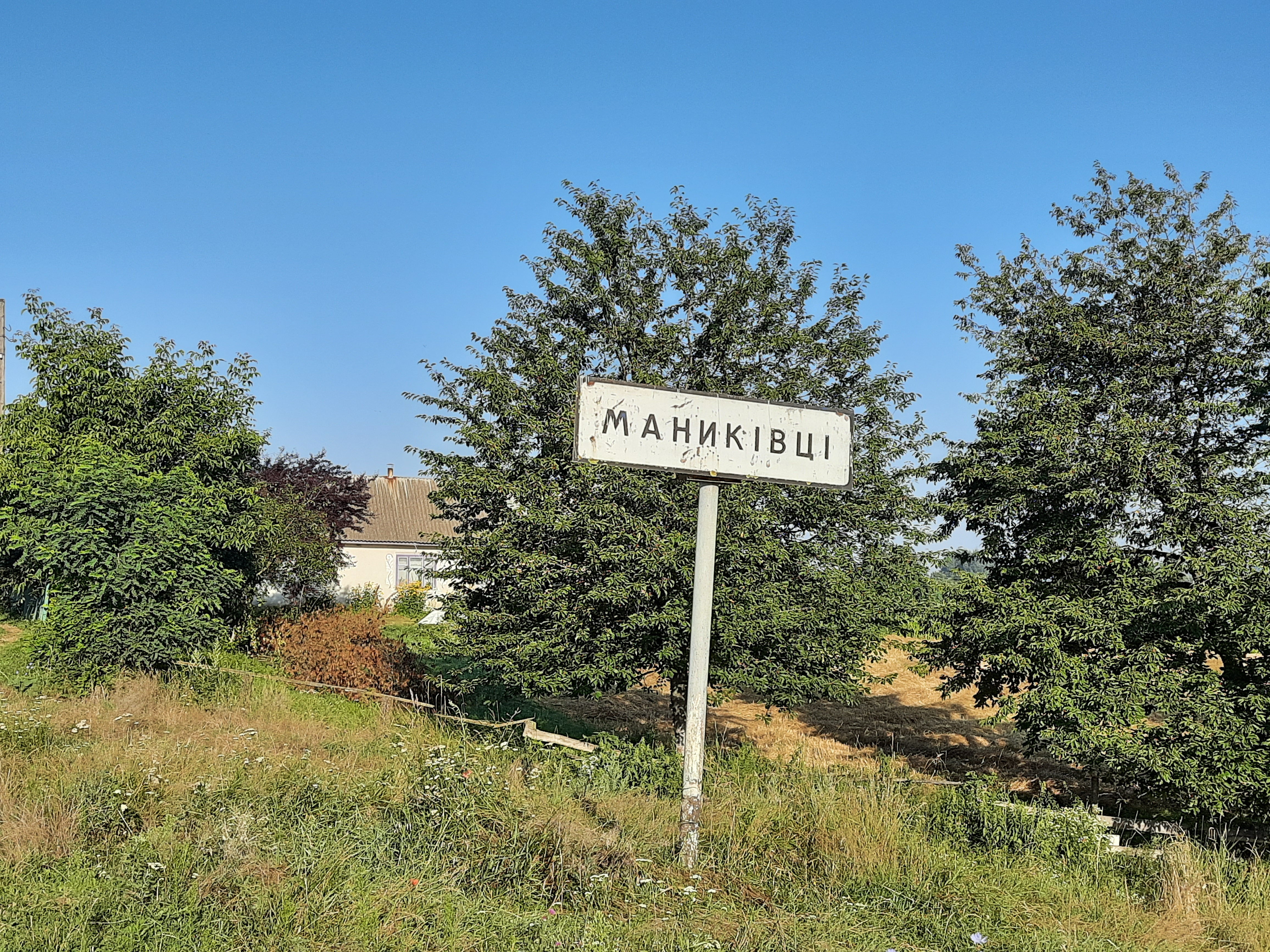
Дорожній знак при в'їзді в село
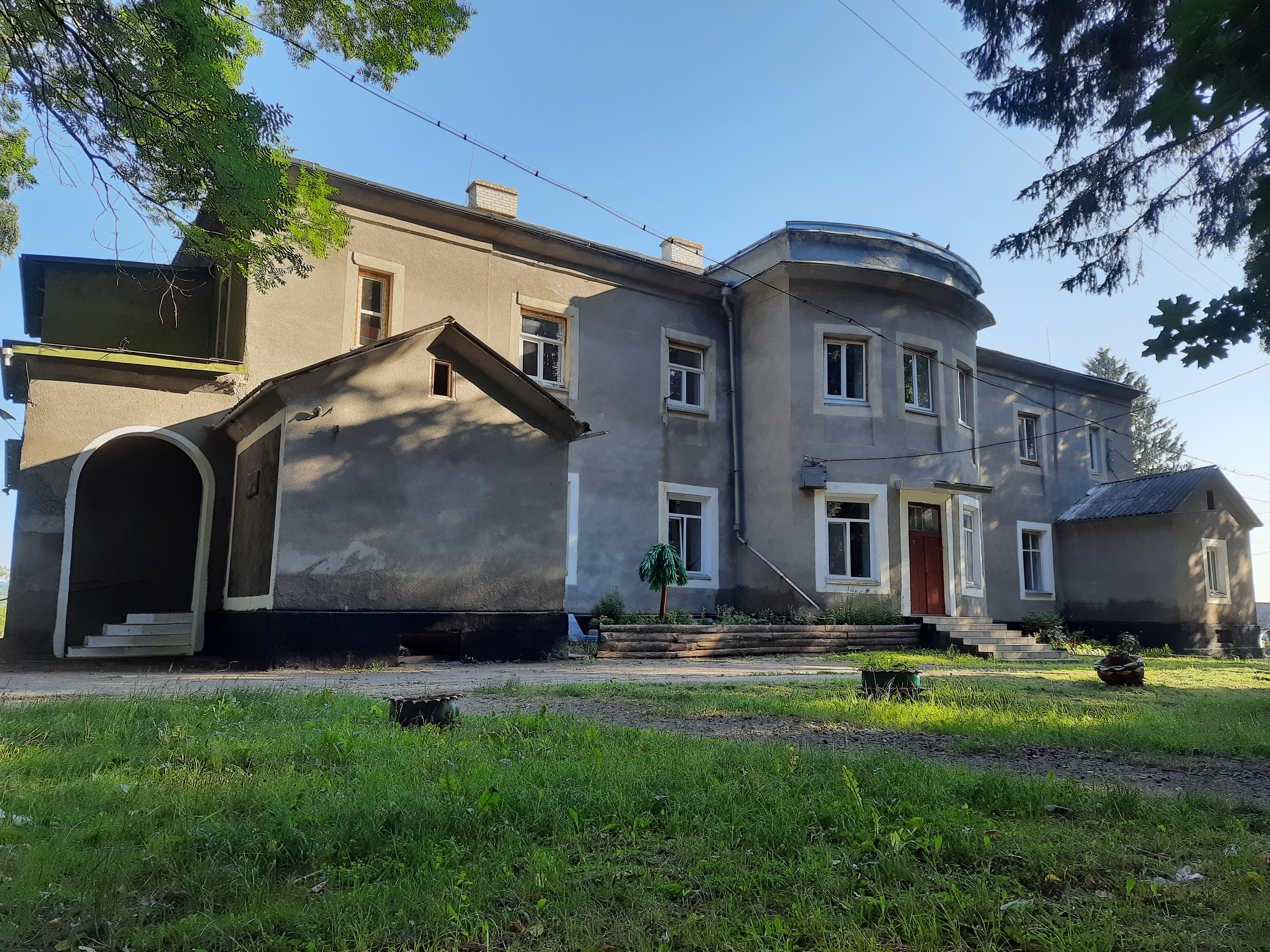
Палац Косельських 19 ст.
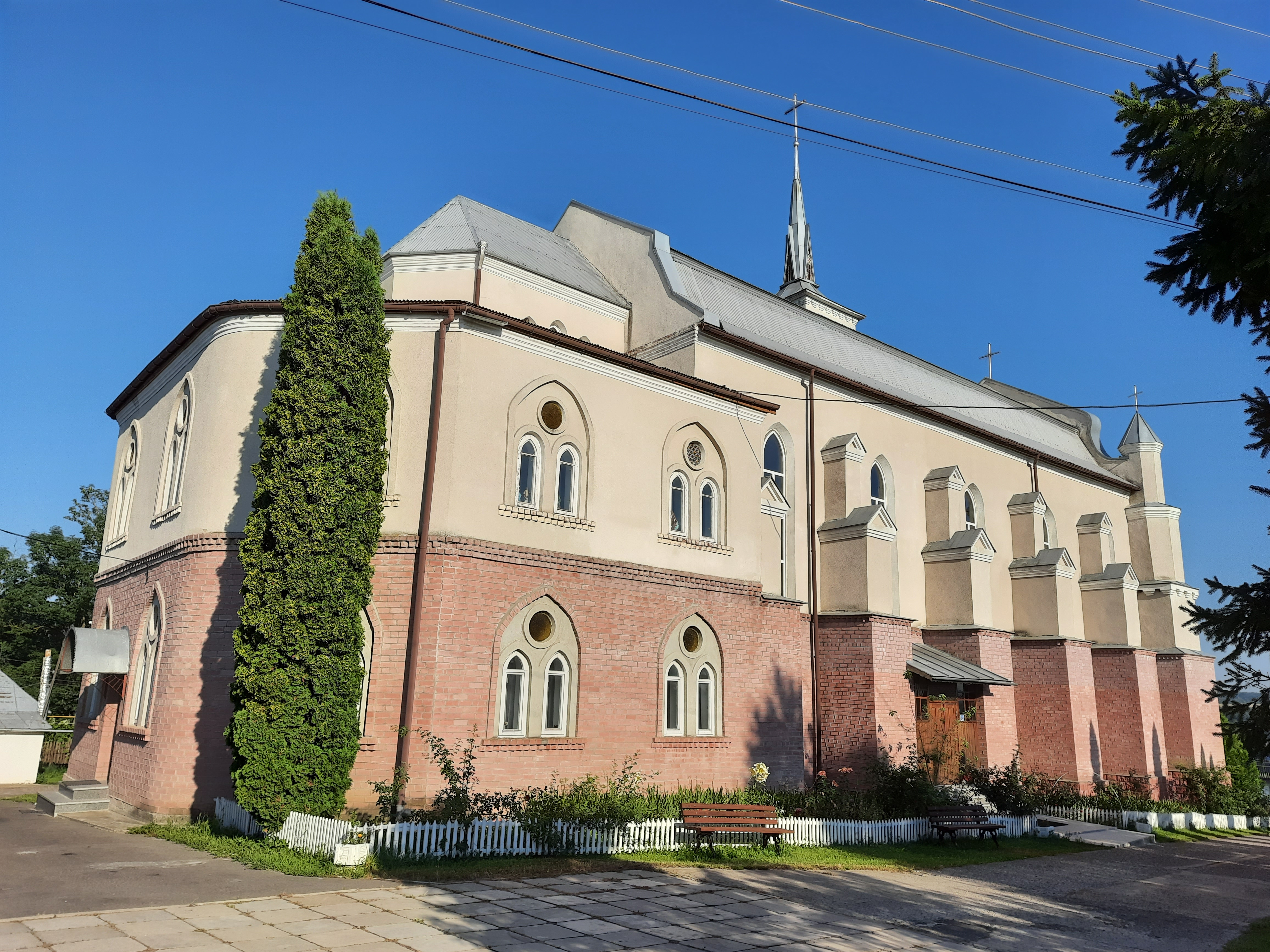
Костел Пресвятого Серця Господа Ісуса.
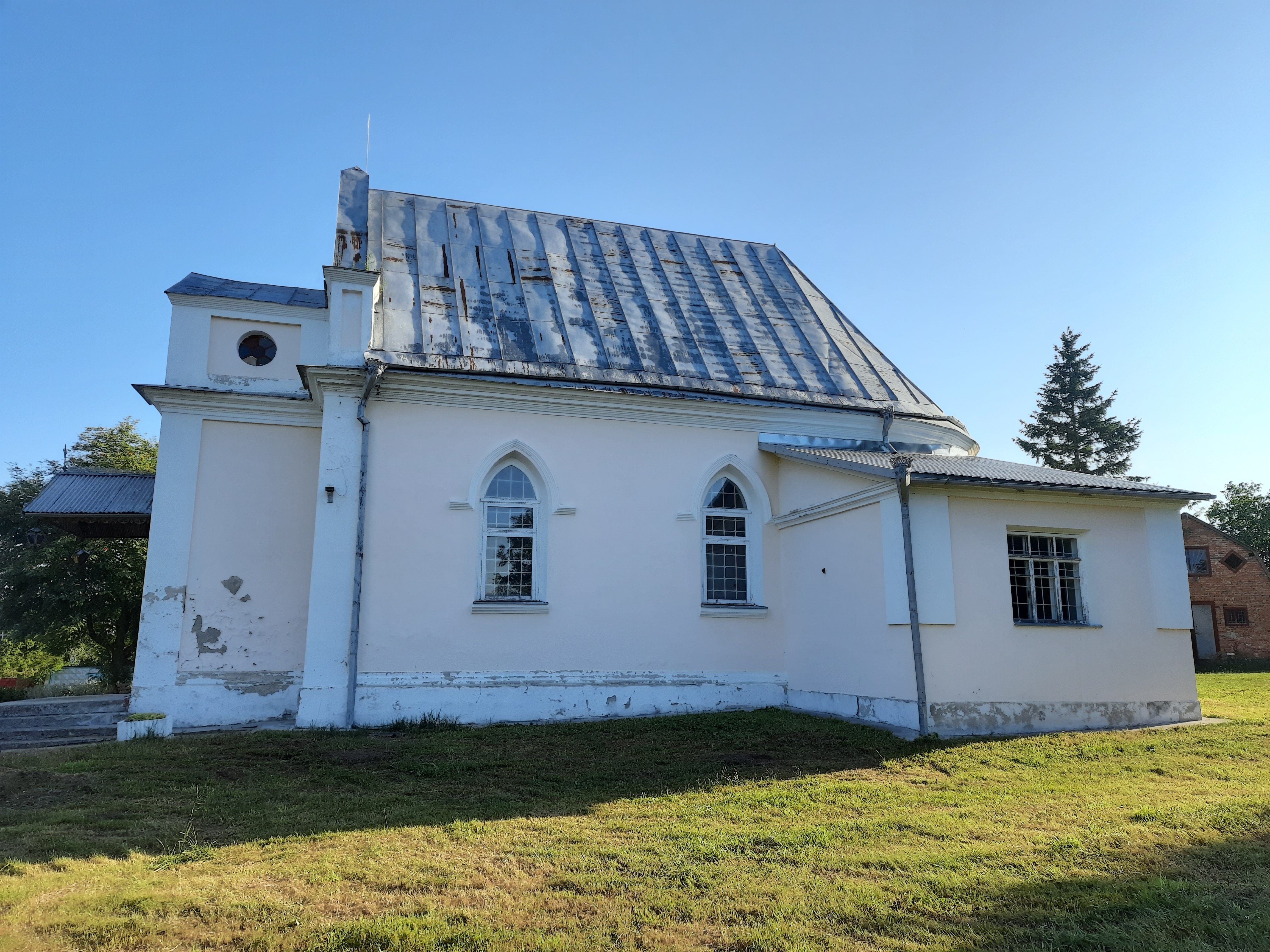
Каплиця 1905р
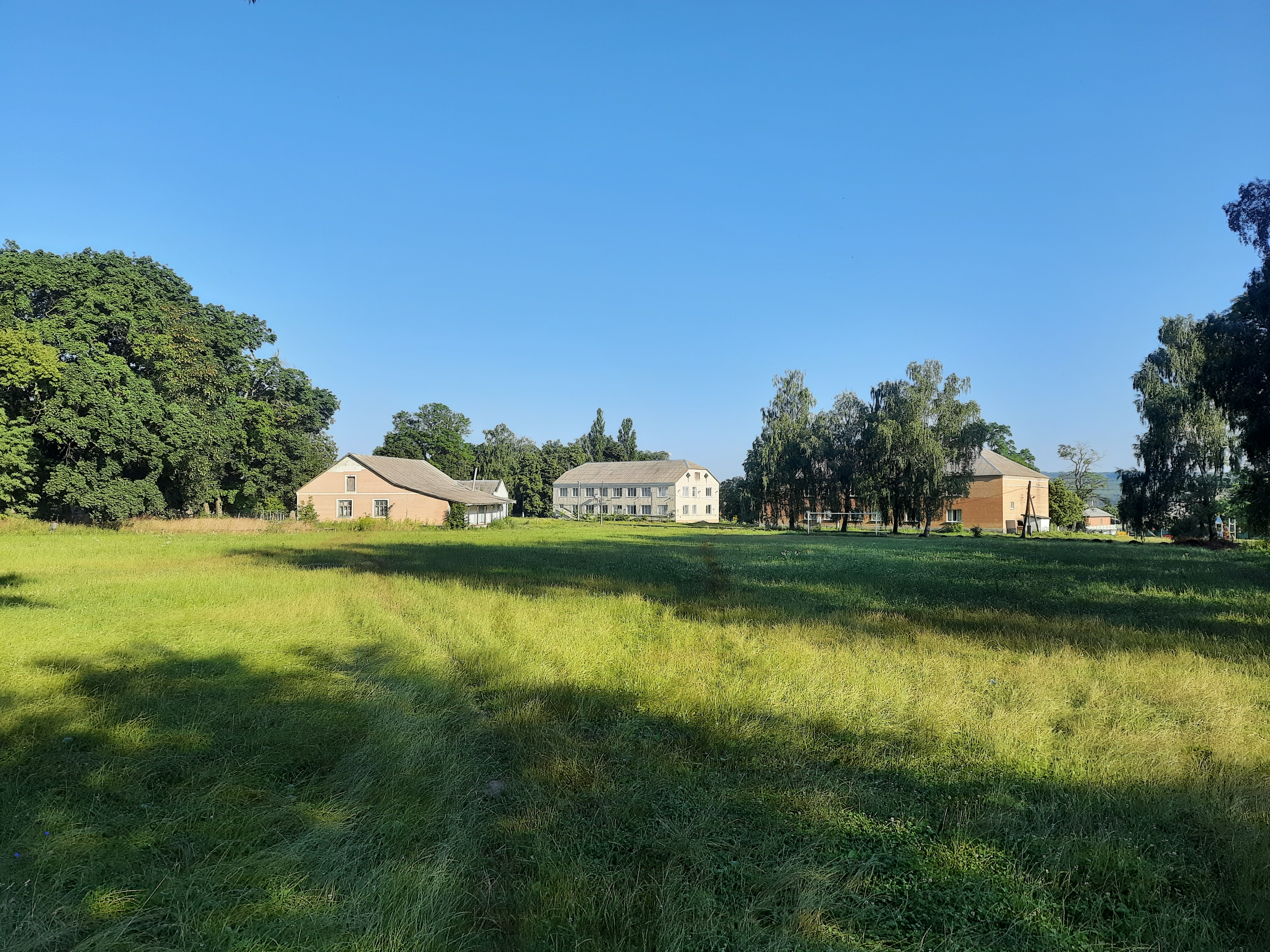
Сільський пейзаж